# Tibbitt to Contwoyto Winter Road
Die Tibbitt to Contwoyto Winter Road ist eine 568 km lange Eisstraße in den Nordwest-Territorien und dem Territorium Nunavut im Norden Kanadas. Sie wird jährlich für einen Zeitraum von ca. 60 Tagen errichtet und führt zu 87 % über zugefrorene Seen. Neben den zusammengenommen 495 km Eis beinhaltet die Strecke auch 64 Landpassagen und gilt als die längste Eisstraße der Welt. Die 1982 erstmals errichtete Strecke versorgt die Minen nördlich der Stadt Yellowknife mit Ladungen, die nicht auf dem Luftweg transportiert werden können.
Ihren Namen hat die Strecke, da sie auf dem Tibbitt Lake beginnt und am Contwoyto Lake endet.
Im Jahr 2007 wurde die Strecke Gegenstand der Doku-Serie Ice Road Truckers. Da die Eigentümer der Strecke die Ice Road in schlechtes Licht gestellt sahen, verboten sie kommerzielle Ton- und Bildaufnahmen für das Jahr 2008.